# 3-(4-ヒドロキシ-3-メトキシフェニル)プロピオン酸
3-(4-ヒドロキシ-3-メトキシフェニル)プロピオン酸（HMPA）はクロロゲン酸やクルクミン、フェルラ酸、γ-オリザノール、ヘスペリジン等のポリフェノール化合物を摂取したときの代謝産物の1つである。
HMPAは、3-(4-ヒドロキシ-3-メトキシフェニル)プロピオン酸の英名である3-(4-hydroxy-3-methoxyphenyl)propionic acidの頭文字をとった略称であり、しばしば用いられることがある。
また、3月4日が「HMPAの日」として一般社団法人日本記念日協会が認定登録する記念日に登録されている。日付の由来は、3-(4-Hydroxy-3-Methoxyphenyl)Propionic Acidの頭の数字から。
3-(4-ヒドロキシ-3-メトキシフェニル)プロピオン酸（HMPA）を機能性関与成分とする機能性表示食品が複数存在している。

## 構造
HMPAはベンゼン環 (C6） に直鎖状プロパン (C3） が結合したフェニルプロパノイドである。

## 存在
黒酢や樽酒、味噌、ぬか漬けなどの発酵食品に存在する。またコーヒーを摂取した際のクロロゲン酸の体内動態に関する研究では、血中で最も濃度が高い化合物としてHMPAが検出されている。その他、クルクミン、γ-オリザノール、ヘスペリジンなどの共通の代謝産物としてHMPAが見出されている。